# Волковысское Евангелие
Волковысское Евангелие — письменный памятник XVI века на западнорусском письменном языке в стиле ренессанса. В настоящее время храниться в Библиотеке Академии наук Литвы.

## История
Место создание рукописи неизвестно, приписка сделанная в 1751 году отцом Иоанном Савичем, настоятелем «Волконской церкви», согласно белорусскому искусствоведу Виктору Шматову, позволила связать евангелие с городом Волковыск, однако также это может быть деревня Волковичи.
В XIX веке Евангелие было вывезено из Троицкого Маркова монастыря в Библиотеку Академии наук Литвы.

## Описание
Рукопись является редким примером в западнорусской письменной традиции, книгой в стиле ренессанс, разукрашенная по левым и правым полям цветочными инициалами.
Рукопись сильно повреждена, так не сохранились начала частей евангелия от Матфея и Марка, а также не правильно переплетены проповеди евангелистов на каждый день.